# Grzybowskiella
Grzybowskiella es un género de foraminífero bentónico considerado un sinónimo posterior de Ammodiscus de la subfamilia Ammodiscinae, de la familia Ammodiscidae, de la superfamilia Ammodiscoidea, del suborden Ammodiscina y del orden Astrorhizida. Su especie-tipo es Cornuspira angusta. Su rango cronoestratigráfico abarcaba desde el Senoniense superior (Cretácico superior) hasta el Thanetiense (Paleoceno superior).

## Discusión
Clasificaciones previas incluían Grzybowskiella en el suborden Textulariina del orden Textulariida.

## Clasificación
Grzybowskiella incluye a las siguientes especies:
- Grzybowskiella angusta †
- Grzybowskiella micra †